# Jacques Gérault
 (mai 2019).
Si vous disposez d'ouvrages ou d'articles de référence ou si vous connaissez des sites web de qualité traitant du thème abordé ici, merci de compléter l'article en donnant les références utiles à sa vérifiabilité et en les liant à la section « Notes et références ».
Pour les articles homonymes, voir Gérault.
Jacques Gérault, né le 24 décembre 1951 à Dijon (Côte-d'Or), est un haut fonctionnaire français.

## Biographie
Jacques Gérault commence ses études au Lycée Carnot de Dijon puis entre à Institut d'études politiques de Paris (promotion 1975). Licencié en droit et en langues étrangères appliquées[Lesquelles ?], il devient ensuite élève de l'ENA dans la promotion Michel de L'Hospital (1977-1979)[réf. nécessaire]. Il se marie en 1984[réf. nécessaire]. Il a été auditeur de l'Institut des hautes études de défense nationale (IHEDN)[réf. nécessaire].
Il a dirigé le cabinet du ministre de la défense Alain Juppé, puis celui de Gérard Longuet.

## Mandats
- 1979 : directeur du cabinet du préfet des Alpes-de-Haute-Provence
- 1980 : directeur du cabinet du préfet de Saône-et-Loire
- 1981 : directeur du cabinet du préfet de la région Limousin
- 1982 : secrétaire général pour les affaires économiques de la Guadeloupe
- 1985 : administrateur civil à la direction générale de l'Aviation civile au ministère de l'urbanisme, du logement et des transports
- 1987 : conseiller technique au cabinet de Bernard Pons (ministre des départements et territoire d'outre-mer)
- 1988 : sous-directeur des affaires politiques des départements d'outre-mer au ministère des départements et territoire d'outre-mer
- 1989 : secrétaire général de la préfecture du Loiret
- 1993 : sous-préfet de Meaux
- 1995 : préfet en mission de service public
- 1998 : préfet délégué pour la sécurité et la défense de la région Aquitaine
- 2001 : préfet de la Charente[3]
- 2004 : préfet de l'Oise[4]
- 2005 : directeur adjoint du cabinet de Nicolas Sarkozy (ministre d'État, ministre de l'intérieur et de l'aménagement du territoire)
- 2007 (janvier) : directeur du cabinet de Nicolas Sarkozy (ministre d'État, ministre de l'intérieur et de l'aménagement du territoire)
- 2007 (mars) : directeur du cabinet de François Baroin (ministre de l'intérieur et de l'aménagement du territoire)
- 2007 (mai) : directeur du cabinet de Michèle Alliot-Marie (ministre de l'intérieur, de l'outre-mer et des collectivités territoriales)
- 2007 (juin) : préfet de la région Rhône-Alpes, préfet du Rhône et de la zone de défense Sud-Est
- 18 novembre 2010 : directeur du cabinet civil et militaire d'Alain Juppé (ministre d'État, ministre de la défense et des anciens combattants)
- 28 février 2011 : directeur du cabinet civil et militaire de Gérard Longuet (ministre de la défense et des anciens combattants)
- 3 octobre 2011 : directeur des affaires publiques du groupe AREVA auprès du PDG Luc Oursel.

## Récompenses et distinctions

### Décorations
- Officier de la Légion d'honneur, promu officier le 6 avril 2012[5].
  -  Chevalier de la Légion d'honneur, le 12 juillet 2002[6]
- Officier de l'ordre national du Mérite, promu officier le 16 mai 2008[7].
  -  Chevalier de l'ordre national du Mérite, le 24 mars 1994
- Chevalier de l'ordre des Palmes académiques
- Chevalier de l'ordre du Mérite agricole